# Văn Miếu – Quốc Tử Giám (phường)
Văn Miếu – Quốc Tử Giám là một phường nội thành nằm ở trung tâm thành phố Hà Nội, Việt Nam.

## Vị trí địa lý
Phường Văn Miếu – Quốc Tử Giám có vị trí địa lý:
- Phía Bắc giáp phường Ba Đình với ranh giới là đường Nguyễn Thái Học
- Phía Tây giáp phường Ô Chợ Dừa với ranh giới là phố Tôn Đức Thắng
- Phía Nam giáp phường Kim Liên và phường Đống Đa với ranh giới là phố Xã Đàn
- Phía Đông giáp phường Cửa Nam và phường Hai Bà Trưng với ranh giới là đường Lê Duẩn

## Lịch sử
Hai phường Văn Miếu và Quốc Tử Giám được thành lập vào năm 1961 với tên gọi là tiểu khu Văn Miếu và tiểu khu Quốc Tử Giám thuộc khu phố Đống Đa.
Ngày 3 tháng 1 tháng 1981, đổi tất cả tiểu khu thành phường, khu phố thành quận. Lúc này, hai phường Văn Miếu và Quốc Tử Giám thuộc quận Đống Đa.
Ngày 1 tháng 1 năm 2025, Ủy ban Thường vụ Quốc hội ban hành Nghị quyết số 1286/NQ-UBTVQH15 trong đó về việc hợp nhất 2 phường Văn Miếu và Quốc Tử Giám thành phường Văn Miếu – Quốc Tử Giám.
Ngày 16 tháng 6 năm 2025, Ủy ban Thường vụ Quốc hội ban hành Nghị quyết số 1656/NQ-UBTVQH15 trong đó về việc sắp xếp toàn bộ diện tích tự nhiên, quy mô dân số của các phường Hàng Bột, Khâm Thiên, Phương Liên – Trung Tự, Thổ Quan, Văn Miếu – Quốc Tử Giám (quận Đống Đa cũ), một phần của phường Nam Đồng (quận Đống Đa cũ), một phần của phường Điện Biên (quận Ba Đình cũ), một phần của phường Cửa Nam (quận Hoàn Kiếm cũ), một phần của các phường Nguyễn Du và Lê Đại Hành (quận Hai Bà Trưng cũ) thành phường mới có tên gọi là phường Văn Miếu – Quốc Tử Giám.